# Воронежская кондитерская фабрика
Воронежская кондитерская фабрика — крупнейшее предприятие в Черноземье по производству кондитерских изделий, одно из крупнейших в России.
Пущена в 1934 году на базе цехов дрожжево-винокуренного завода бывшего воронежского купца Иосифа Яковлевича Берлина и в корпусах бывшего колокольного завода Самофаловых (эти корпуса являются объектом культурного наследия Российской Федерации). Часть оборудования — с рамонской Паровой фабрики конфет и шоколада, закрывшейся в 1908 году.
С 2003 года входит в группу компаний «Объединённые кондитеры». Производственная мощность — до 100 тонн в сутки.